# 来知志湖
来知志湖（らいちしこ）は、樺太中西部にある湖。
当該地域の領有権に関する詳細は樺太の項目を見ること。

## 地理
- 樺太恵須取郡珍内町に位置する海跡湖で、間宮海峡に面する。
- 周囲は27kmあまり。
- 湖中には鱒、鮭、イトウの他。シジミが棲息。
- 白鳥が飛来。